# 牟礼慶子
牟礼 慶子（むれ けいこ、1929年〈昭和4年〉2月1日 - 2012年〈平成24年〉1月29日）は、日本の詩人・教師。主な著作として『見えないだけ』『鮎川信夫 路上のたましい』『満身創痍』『夢の庭へ』など。
本名は谷田慶子で、ペンネームの牟礼は三鷹市の牟礼町に因む。夫は堀辰雄の研究者で「新潮」の編集長なども務めた、文芸評論家の谷田昌平。2012年、82歳で脳梗塞のため死去。

## 生涯
東京府出身。4人兄弟の長女として生まれる。出生名殿岡慶子。  東京市立啓明小学校、 東京都立北野高等女学校、 實践女子専門学校（現在の実践女子大学）国文科卒業。
学生時代は井坂洋子の母親らと回覧雑誌に参加して短歌を作っていたが、のちに詩に転向した。「流動の会」に所属していた。
1948年、教職職員免許状を取得。同年より杉並区立杉森中学校教諭を務める。1年後退職し来阪、南河内郡藤井寺町立小学校教諭となり同時期に同人誌『青銅』に参加する。青銅3号に発表した『山羊』が注目を受け、『詩学』の新人特集号に 『ポプラ』を発表。この頃茨木のり子とも交流を持った。また1951年9月26日に7年前から婚約していた谷田昌平と結婚し、谷田慶子となる。2年ほど小学校教諭を務めたのち、夫の都合により帰京する。
帰京後、1954年に中野区立第十中学校に国語教師として赴任。この頃同人誌『荒地詩集』に参加、鮎川信夫に師事。中野区立第十中学校に13年勤めた後、1967年に新設された狛江町立狛江第二中学校に赴任する。1975年に狛江市立狛江第二中学校を退職し教員としての生涯を終えることになると同時に、これ以降は専ら詩作をすることとなった。
1993年、評伝『鮎川信夫 路上のたましい』で第1回樋口一葉記念やまなし文学賞研究・評論部門を受賞。
2007年、夫の谷田昌平を老衰のため亡くす。
2010年、著書『夢の庭へ』が第1回鮎川伸夫賞候補作に選ばれる。
2012年1月29日10時35分、脳梗塞のため死去。没地は熱海所記念病院。82歳没。墓は徳島県の圓福寺と冨士霊園文学者乃墓。

### 詩人として

#### 活動
前述の通り詩人の茨木のり子や鮎川信夫らと強い関係を持っていた。
鮎川信夫とは『詩学』に『ポプラ』を発表したことなどが彼の目にとまったことがきっかけで弟子となった。弟子となった後は『荒地詩集』にも参加し詩作した。1986年に鮎川信夫が脳出血で亡くなったあとも評伝『鮎川信夫 路上のたましい』『鮎川信夫からの贈り物』を著すなど、かなり慕っていた様子。
茨城のり子とは1953年より手紙の交換をしはじめ、茨木のりこが2006年に亡くなるまで友達のような関係だったという。なお、茨木のり子への送別の辞は「お幸せに」。
『ことばの冠』に収録されている詩「見えないだけ」は光村図書出版の中学生2年生の国語の教科書の詩の教材として使われている。なおこの詩は二連構成の口語自由詩。対句、擬人法と体言止めが使われている。

#### 特徴
流行などに流されずに、自身の内省的かつ伸びやかな歌を表現し続けたことなど。

### 教師として
前述の通り小学校や中学校の教師を務めていた。中学校教師の時の担当教科は勿論国語である。
中野区立第十中学校の校歌を、開校と同時に赴任したため初代校長より校歌作詞を命じられ作詞した。2007年11月3日には当時の校長の呼びかけにより在校生や卒業生など、また牟礼慶子本人が集まり300人で合唱したなど歌い続けられていたが、中野区立第三中学校と2018年に統合し中野区立中野東中学校となり、覚和歌子作詞による新しい校歌が制定されたため校歌としては消滅した。
狛江市立狛江第二中学校へも開校と同時に赴任したため校歌を作詞した。今でも歌われている唯一の牟礼慶子作詞の校歌である。なお、作詞者の名義は本名である谷田慶子。当時建てられた校歌の碑は移設されたものの現存する。また、この学校の教師をしていた時の教え子にプロレスラーの越中詩郎、日本近代文学を専門とする国文学者で早稲田大学教授の石原千秋がいる。越中詩郎とは退職後も交流があったようで、牟礼慶子が脳梗塞で倒れた時にお見舞いに来たそうである。

## 著書
- 『来歴』世代社、1960年6月1日。
- 『魂の領分』思潮社、1965年12月1日。
- 『日日変幻』山梨シルクセンター出版部〈現代女性詩人叢書 6〉、1972年5月1日。
- 『夜の中の鳥たち』思潮社、1980年9月1日。
- 『詩集 ことばの冠』花神社、1989年12月10日。ISBN 978-4760210459。
- 『鮎川信夫 路上のたましい』思潮社、1992年10月17日。ISBN 978-4783715498。
- 『牟礼慶子詩集』思潮社〈現代詩文庫 128〉、1995年6月1日。ISBN 978-4783708964。
- 『鮎川信夫からの贈りもの』思潮社、2003年10月17日。ISBN 978-4783716174。
- 『夢の庭へ』思潮社、2009年5月31日。ISBN 978-4783731276。